# French Open 1985
Wielkoszlemowy turniej tenisowy French Open w 1985 rozegrano w dniach 27 maja - 9 czerwca, na kortach im. Rolanda Garrosa w Paryżu.

## Zwycięzcy

### Gra pojedyncza mężczyzn
Mats Wilander -  Ivan Lendl, 3–6, 6–4, 6–2, 6–2

### Gra pojedyncza kobiet
Chris Evert -  Martina Navrátilová, 6–3, 6–7(4), 7–5

### Gra podwójna mężczyzn
Mark Edmondson /  Kim Warwick -  Schlomo Glickstein /  Hans Simonsson, 6–3, 6–4, 6–7, 6–3

### Gra podwójna kobiet
Martina Navrátilová /  Pam Shriver -  Claudia Kohde-Kilsch /  Helena Suková, 4–6, 6–2, 6–2

### Gra mieszana
Martina Navrátilová /  Heinz Günthardt -  Paula Smith /  Francisco González, 2–6, 6–3, 6–2